# مجرای سیاهرگی
مجرای سیاهرگی (انگلیسی: Ductus venosus) مجرایی است که سیاهرگ نافی را به سیاهرگ اجوف تحتانی جنین وصل می‌کند.